# Беседин, Платон Сергеевич
Платон Сергеевич Беседин (укр. Платон Сергійович Беседін; род. 2 июля 1985, Севастополь) — украинский и российский писатель, литературный критик и публицист. Пишет на русском языке. Член Российского Книжного Союза. Член Союза Писателей России. Куратор и организатор Международного совещания молодых писателей на Украине. Член Межрегионального союза писателей Украины и Союза писателей XXI века.

## Биография

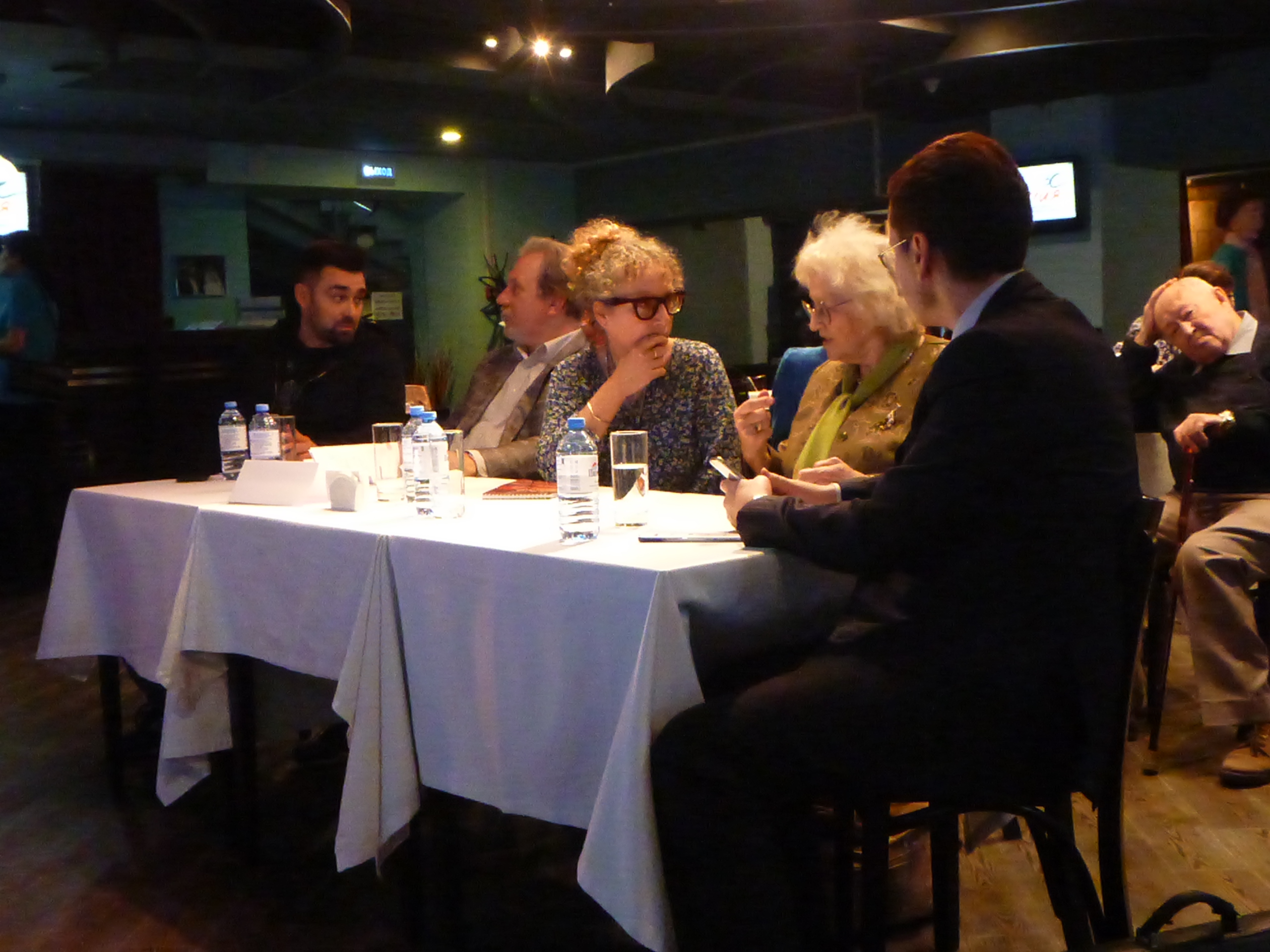
Платон Беседин (крайний слева) в составе жюри кинофестиваля «Россия», Екатеринбург, октябрь 2019 года

Родился 2 июля 1985 года в городе Севастополе.
Окончил Севастопольский национальный технический университет по специальности «Радиоэлектроника» и Киевский институт психологии при АН Украины по специальности «Психология».

## Творчество
Первая публикация — повесть «Голод» в журнале «Девушка с веслом» (Москва) в 2006 году. Тогда же эта повесть вошла в премию «Дебют». В дальнейшем публиковался в изданиях «Дружба народов», «Наш современник», «Юность», «Новая Юность» и др.
В 2012 году выходит дебютный роман автора «Книга Греха», номинированный на премии «Национальный бестселлер» и «Активация слова».
Дмитрий Данилов, писатель:
Роман удачно сочетает в себе увлекательность и стилевые достоинства - книга написана по-хорошему резким, лаконичным, точным языком. Надо сказать, такое сочетание встречается не часто. Многообещающий дебют молодого киевского прозаика.
В 2014 году выходит сборник рассказов «Рёбра». Книга была номинирована на «Русскую премии» и «Писатель ХХI», удостоена премии им. Демьяна Бедного.
Захар Прилепин:
Платон Беседин и сейчас уже пишет лучше, чем многие «маститые». Его проза даёт основания предполагать, что он сможет ещё лучше, и это радостно.
Так же в 2014 году в харьковском издательстве «Фолио» издан роман «Учитель. Роман перемен», вышедший в финал и полуфинал крупных российских премий («Русский букер», «Ясная Поляна», «НОС», «Золотой Дельвиг» и др.).
В 2016 году издана книга публицистики «Дневник русского украинца». Удостоен премии имени Леонида Леонова.
В сентябре 2017 года у Платона Беседина вышла новая книга — роман в повестях «Дети декабря». Книга номинировалась на премию «Ясная Поляна».
Людмила Улицкая:
Эта книга расположена на опасной территории между художественной прозой и документом. Более того, она находится на минном поле, простирающемся между настоящей, объявленной войной, и трудным искаженным, кривым миром, в пространстве глубоких конфликтов не между «чужими» и «своими», а между «своими» и «своими». Настоящая русская литература. Никаких шуток — только о жизни и смерти.
В 2019 году вышла книга публицистики «Почему русским нельзя мечтать?». В 2022 году стал первым лауреатом премии имени А. И. Казинцева в номинации «Проза» за повесть «Донбасский проект».
В 2022 году вошёл в литературный совет международной детской литературной премии имени В. П. Крапивина.
В декабре 2022 года вышла книга «Внутренний человек» — сборник лучших повестей и рассказов Платона Беседина, а также его избранные очерки о литературе и кинематографе.
В марте 2024 года вышла книга прозы «Как исчезает дым», удостоенная премии имени Дельвига и вышедшая в финал крупных литературных премий. Книга выдержала несколько переизданий.
Издание «Год литературы»:
«Как исчезает дым» — это зрелая проза. Настоящая русская литература, пришедшая к нам в настоящее русское время».
Издание «НГ Ex Libris»:
Беседин повествует о попытках перерождения неудовлетворенного человека, нашего с вами современника. И – как талантливый писатель – перерождается сам. В большого мастера прозы. С нетерпением жду подтверждения этого тезиса в новых бесединских книгах. И что-то подсказывает: дождусь. Дождемся все мы».
В конце 2024 года увидела свет книга «Смелее мысли. Типографическая повесть об электромобильной мечте» — проект Московского политехнического университета. Автором текста стал Платон Беседин, автором иллюстраций — Олег Корытов. Книга — исследование развития электромобилей в России и в мире.
Книги автора переведены на турецкий, сербский, английский и др. языки.
В 2025 году вошёл в экспертный совет Национальной литературной премии Д. А. Гранина.

## Телевидение, кино
В 2016 году организовал фестиваль русской словесности «Точка сборки» в Севастополе. С 2016 года — автор передачи «Точка сборки» на телеканале «Крым 24», а с 2020 года — ведёт передачу «Игра в классики» на телеканале «Первый Крымский».
В 2022 году по сценарию Платона Беседина вышло два фильма об оккупации Севастополя и Крыма в годы Великой Отечественной войны — «Севастопольские трагедии» и «Крым, кровью умытый».
В 2022 году программа «Игра в классики» удостоена награды «Журналист года».

## Премии и номинации
- 2011 — Лауреат премии «Славянские традиции» в номинации «Малая проза».[31]
- 2012 — Финалист всеукраинской литературной премии «Активация слова»[32]
- 2012 — Лауреат премии «Новые писатели»[33].
- 2013 — Финалист премии «Нонконформизм»[34]
- 2013 — Длинный список премии «Национальный бестселлер»
- 2014 — Лауреат премии имени Демьяна Бедного
- 2014 — Листер премии «НОС»[35]
- 2014 — Листер премии «Русский букер»[36]
- 2015 — Всероссийская литературная премия «В поисках правды и справедливости»[37]
- 2016 — Лауреат премии имени Леонида Леонова[17]
- 2018 — Листер премии «Ясная Поляна»[19]
- 2022 — Лауреат всероссийской литературной премии им. А. И. Казинцева[38][39]
- 2022 — Лауреат IX ежегодной премии «Журналист года»[40]
- 2025 — Лауреат Премии имени Антона Дельвига «За верность Слову и Отечеству»[23]

## Книги
- Беседин П. С. Книга Греха. — Санкт-Петербург: Алетейя, 2012. — 240 с. — ISBN 9785914196162.
- Беседин П. С. Рёбра. — Москва: Дикси пресс, 2014. — 208 с. — ISBN 9785905490187.
- Беседин П. С. Учитель. Роман перемен. Том 1. — Харьков: Фолио, 2014. — 208 с. — ISBN 9789660369351.
- Беседин П. С. Дневник русского украинца. Евромайдан, Крымская весна, донбасская бойня. — Санкт-Петербург: Питер, 2015. — 208 с. — ISBN 9785496018883.
- Беседин П. С. Дети декабря. — Москва: Эксмо, 2017. — 544 с. — ISBN 9785699998593.
- Беседин П. С. Почему русским нельзя мечтать?. — Москва: Эксмо, 2019. — 384 с. — ISBN 9785699952045.
- Беседин П. С. Внутренний человек. — Москва: Наша молодёжь, 2022. — 448 с. — ISBN 9785711708735.
- Беседин П. С. Как исчезает дым. — Москва: Зебра-Е, 2024. — 302 с. — ISBN 9785907797482.
- Беседин П. С. Смелее мысли. Типографическая повесть об электромобильной мечте. — Москва: Московский Политех, 2024. — 192 с. — ISBN 9785276028651.